# Asesinato de Peggy Johnson
Peggy Lynn Johnson (antes conocida como Racine County Jane Doe, o por el sobrenombre de Crystal Rae), también conocida por el apellido Schroeder, fue una joven estadounidense cuyo cuerpo fue descubierto en 1999 en la ciudad de Raymond, en el condado de Racine, Wisconsin. Tenía 23 años en el momento de su muerte, que se produjo después de soportar varias semanas de extrema negligencia y de abuso físico y sexual. Surgieron nuevos desarrollos en el caso después de que su cuerpo fuera exhumado el 16 de octubre de 2013, incluido el análisis de isótopos. En noviembre de 2019, las autoridades anunciaron que después de dos décadas había sido identificada con éxito. Tanto el nombre de la víctima como la de la asesina fueron publicados el 8 de noviembre de 2019. Su asesinato recibió atención nacional tanto antes como después de su identificación.

## Descubrimiento
El cuerpo de Johnson fue descubierto en las primeras filas de un campo de maíz, ubicado a lo largo de la calle 92 en Raymond (Wisconsin) el 21 de julio de 1999, por un padre y una hija que paseaban a sus perros. Su muerte había ocurrido el día anterior al descubrimiento del cuerpo. Las heridas de Johnson eran evidentes y su brazo derecho estaba doblado "anormalmente" hacia atrás. Debido a que había llovido la noche en que su cuerpo fue arrojado, se encontró poca evidencia del perpetrador, aunque fue colocada en el lugar unas 12 horas antes, antes de que tuvieran lugar las precipitaciones. El testigo declaró que el cuerpo no había estado en el lugar el día anterior. Según las marcas en su cuerpo, parecía haber sido arrastrada desde el borde de la carretera.
Llevaba una camisa de hombre, de color gris, con un diseño floral en la parte delantera. Después de contactar al fabricante de la camisa, se supo que este tipo de prenda se vendió por primera vez en 1984. También vestía pantalones de chándal negros. No se encontró ropa adicional, incluido calzado.

## Autopsia
Durante la autopsia, se observaron múltiples lesiones en todo su cuerpo y se determinó que había soportado varias semanas de negligencia además de abuso físico a largo plazo. Estaba desnutrida y sufría de una infección no tratada en su codo izquierdo. El abuso aumentó en severidad en los días inmediatamente anteriores a su muerte, y también había sido agredida sexualmente. Se identificaron posibles quemaduras químicas en el 25% de su cuerpo y también se observó una abrasión por arrastre. Su nariz estaba rota, al igual que varias de sus costillas, aunque algunas de estas últimas heridas ocurrieron después de la muerte. Se observó que una de sus orejas presentaba forma "de coliflor", una deformidad que pudo haber sido causada por el reciente aumento de abuso que sufrió, ya sea por golpes o tirones. Un trauma por fuerza cortante también era evidente en el mismo oído.
Además, el examen sugirió que podría haber sido una persona con discapacidad intelectual. Se creía que probablemente tenía entre 18 y 35 años. Los incisivos delanteros sobresalían de su boca y había caries en muchos dientes, algunos de los cuales faltaban. Su cabello ondulado era de color marrón rojizo, largo hasta el cuello y parecía tener reflejos rubios. El color de ojos de Johnson era difícil de discernir, pero estaba catalogado como marrón, verde o avellana. Había dos aretes en cada una de sus orejas. Además, había evidencia de que pudo haber usado gafas, a pesar de la ausencia de estas en la escena.

## Investigación

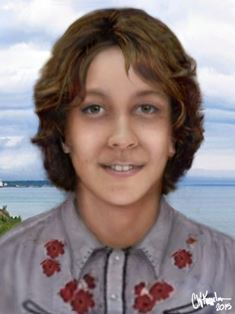
Reconstrucción facial de la víctima, basada en fotografías de la morgue.

Más de 50 personas asistieron al funeral de Johnson el 27 de octubre de 1999, después de que se completaron la autopsia y otros exámenes. Fue enterrada en el cementerio Holy Family en Caledonia (Wisconsin). Su lápida decía "Hija: Jane Doe", junto con las fechas de descubrimiento y entierro, con la frase "Ida, pero no olvidada".
Se crearon múltiples reconstrucciones de su rostro para ayudar con la identificación. En 2012, el Centro Nacional para Niños Desaparecidos y Explotados creó una reconstrucción revisada, en sustitución de la original. Existe otra versión de este compuesto facial, que muestra una interpretación facial diferente de cómo pudo haber aparecido en vida.
La policía teorizó que pudiera ser una turista internacional, una joven fugitiva o que había huido de su entorno y hogar. En 2011, los investigadores siguieron una pista potencial de que la víctima podría haber sido Aundria Bowman (nacida Alexis Badger), quien desapareció de la casa de sus padres adoptivos en el municipio de Heath (Míchigan) el 11 de marzo de 1989. Los perfiles de ADN, a través de su madre Cathy, demostraron que no eran la misma persona. Se descartaron personas adicionales desaparecidas como Tina D'Ambrosio y Karen Wells.
Algunos creían que este caso podría estar relacionado con el asesinato de Mary Kate Chamizo (de soltera, Sunderlin), una víctima no identificada previamente que fue descubierta en el condado de Lake (Illinois). Chamizo también fue encontrada desnutrida, tenía mala dentadura y había sido golpeada hasta morir. Tres hombres fueron arrestados en ese caso, y uno condenado. Posteriormente se confirmó la relación de los sospechosos con los acusados del caso.
Sus restos fueron exhumados el 16 de octubre de 2013 para un nuevo estudio y transportados a Milwaukee (Wisconsin), donde su cuerpo había sido examinado previamente en 1999. Las autoridades esperaban que, al estudiar la composición isotópica de sus huesos, podrían decir dónde había vivido antes de su muerte. Se contrató a un antropólogo de Tennessee para realizar las pruebas.
Aunque el asesinato seguía sin resolverse en ese momento, los investigadores declararon que esperaban que el caso finalmente llegara a su fin. Una conferencia de prensa en 2013 explicó que habían descubierto más pistas.
El 19 de julio de 2015 se anunció que se había completado el examen de sus restos y que serían enterrados nuevamente en el 16º aniversario del descubrimiento de Johnson. Las autoridades declararon que de hecho habían descubierto nuevas pistas de la exhumación, pero se negaron a dar más detalles.
El 20 de octubre de 2016, se anunció que las pruebas de isótopos químicos realizadas por el Smithsonian en una muestra de cabello y hueso sugirieron que potencialmente era o pasó varios años de su vida en Alaska, Montana o alguna zona al sur de Canadá. Las autoridades no comentaron de qué pruebas provenían los resultados, ya sea la reciente con cabello o con las antecedentes óseas. El departamento de policía planeó buscar organizaciones de genealogía genética forense para identificar a los familiares potenciales de la víctima.

## Identificación y arresto de Linda La Roche

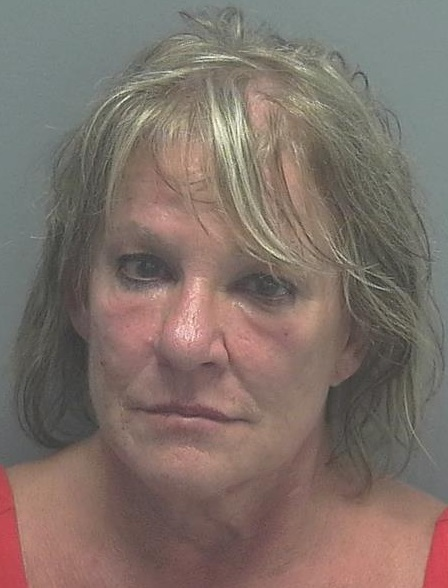
Foto policial de Linda La Roche, tomada tras su arresto en el Condado de Lee (Florida).

El 7 de noviembre de 2019, la oficina del alguacil del condado de Racine anunció que el alguacil Christopher Schmaling celebraría una sesión informativa con los medios al día siguiente para divulgar información sobre la identidad de la Jane Doe del condado de Racine y el nombre de la persona detenida por su muerte. El anuncio decía que "tanto la víctima como el individuo bajo custodia tienen vínculos sustanciales con un suburbio del noroeste de Chicago".
El 8 de noviembre de 2019, las autoridades del condado identificaron a la víctima, mediante una comparación de ADN, como Peggy Lynn Johnson, de 23 años, natural de McHenry (Illinois). Su asesina fue identificada como una enfermera de 63 años al momento de la revelación, Linda Sue La Roche. La Roche poseía su propia práctica de enfermería, establecida en 1997, que brindaba atención médica a al menos dos establecimientos correccionales de Illinois, sin mostrar ningún comportamiento cuestionable o inadecuado. Johnson nunca fue reportada como desaparecida, aunque una tía colocó un anuncio personal en una edición de diciembre de 1999 del Northwest Herald solicitando que Johnson la contactara.
La Roche fue arrestada el 5 de noviembre de 2019 en Cabo Coral (Florida), donde residía desde 2013. La orden de arresto figuraba en un millón de dólares. Según los informes, confesó haber matado a alguien durante su estadía en Illinois a varias personas, una de las cuales alertó a la policía el 23 de septiembre de 2019. Según una denuncia penal, La Roche fue acusada de homicidio premeditado en primer grado y encubrimiento de un cadáver. Las autoridades afirman que la pena máxima sería cadena perpetua. En el momento en que fue acusada de asesinar a Peggy Johnson, se enfrentaba a procedimientos legales después de causar un accidente automovilístico en estado de ebriedad.
Según los informes, Johnson fue vista por última vez por sus compañeros de clase en un baile de bienvenida en 1994 en Harvard (Illinois). La víctima y su asesina se encontraron por primera vez en 1994 en una clínica médica en la que trabajaba Johnson. Se quedó sin hogar a los 18 años después de la muerte de su madre; su hermano y su padre ya habían fallecido antes. Johnson acordó servir como ama de llaves de La Roche a cambio de alojamiento y comida. El abuso emocional y físico contra Johnson tuvo lugar durante un período de tiempo significativo antes de su muerte, presumiblemente desde que se mudó a la residencia de La Roche. Como indica la autopsia, estuvo sometida a un entorno de vida deficiente y no estaba bien alimentada. Los casos de abuso de La Roche hacia Johnson fueron confirmados por sus hijos, en uno de los cuales confió la víctima después de que le preguntaran sobre un hematoma en la cara.
A pesar de que los amigos y compañeros de clase de Johnson la describieron como educada y "tranquila", La Roche afirmó que la víctima robó repetidamente de la casa, incluidos los medicamentos, e invitó a hombres sin permiso. El ahora exmarido de La Roche declaró que había llegado a casa en julio de 1999 para encontrar a Johnson inconsciente, que según su entonces esposa era el resultado de una sobredosis. La Roche admitió haber almacenado medicamentos en el sótano de su casa, donde supuestamente Johnson era obligada a dormir, y que presenció ver a Johnson "desmayarse" después de vaciar los envases de pastillas en el lavabo del baño. Johnson supuestamente falleció después de ser sacada afuera para mejorar la calidad del aire. La Roche le ordenó a su entonces esposo que se llevara a sus hijos a una excursión para poder deshacerse del cuerpo. No llamó a los paramédicos y no brindó asistencia médica a la víctima, a pesar de su ocupación como enfermera. La autopsia del cuerpo de Johnson cuestionó la presunta sobredosis, ya que las pruebas de toxicología resultaron negativas. La Roche informó a su esposo a su regreso que la víctima había recuperado el conocimiento, luego de lo cual dio dos relatos diferentes de haber dejado a Johnson con su abuela o haberla abandonado, ilesa, a lo largo de una carretera en Wisconsin. La abuela de Johnson negó haber conocido a miembros de la familia La Roche, y mucho menos haber visto a Johnson el día en cuestión.
La policía explicó que planeaban exhumar el cuerpo de Johnson una vez más y volver a enterrarla junto a su madre en Belvidere (Illinois).

## Procedimiento legal
La Roche compareció por primera vez en el tribunal el 9 de enero de 2020 para una audiencia preliminar. Sin embargo, la audiencia se aplazó debido a que La Roche no tenía abogado. Confesó haber matado a una mujer en Illinois. Sin embargo, también afirmó ser inocente del caso de Johnson y no haberla matado. Su juicio estaba programado para febrero de 2020, pero se pospuso hasta abril de 2021, para que pudiera conseguir un abogado. Sin embargo, se pospuso indefinidamente debido a la pandemia de coronavirus.